# Чуйкевич Василь Никифорович
Васи́ль Ники́форович Чуйке́вич — український військовий та державний діяч в добу Гетьманщини, військовий канцелярист, господар Гадяцького замку, наказний полковник Київського полку, генеральний суддя.

## Біографія
Василь Чуйкевич довго служив у Батурині канцеляристом, мав дружні і родинні стосунки з впливовими урядовцями. Гетьман Іван Самойлович цінував свого канцеляриста, посилав його з відповідальними дорученнями в Москву. 9 березня 1679 Чуйкевич інформував московських урядовців про взяття козацьким військом Переяслава і Ржищева.
Важливі дипломатичні місії виконував і за правління Івана Мазепи. Так, на початку 1692 він привіз у Батурин царський указ, аби гетьман їхав у справі Соломона до Москви. У 1697 згадується вже як старший канцелярист, котрого наступного року Мазепа відрядив знову до царя з вимогою будувати морські судна
| «за скудностию в малороссийских краях лесов и за небытностию в их полках на то проторей». |
Після смерті Тимофія Чуйкевича, господара Гадяцького замку, 1702 року Іван Мазепа призначив на цю відповідальну посаду брата померлого — Василя Чуйкевича. Господарем Гадяцького замку він пробув, очевидно, лише кілька місяців, бо вже того ж року отримав уряд реєнта генеральної канцелярії і виїжджав за вказівкою гетьмана визначати кордони нової слободи для стародубського полковника М. Миклашевського.
У листі до Петра І від 24 березня 1708 Іван Мазепа повідомив царя, що тільки-но вручив
| «судейство генералное Василько Чюйкевичю, которой прежде сего был реєнтом канцелярии войсковой». |
Рішення Семена Чуйкевича, сина реєнта, одружитися у 1707 з Мотрею Кочубей, напружило стосунки гетьмана з родиною Чуйкевичів. З доносу Василя Кочубея довідуємося, як гостро відреагували батьки на невдоволені репліки Мазепи з цього приводу і швидко прискорили вінчання молодих.
Хоч у 1707—1708 рр. Василь Чуйкевич мав усі підстави ображатися на свого зверхника (його сина Семена у зв'язку з доносом на деякий час заарештували і тримали під вартою), все ж він у вирішальний момент пішов з однодумцями на повстання проти Москви й залишався з мазепинцями аж до завершення Полтавського бою. Якщо Данило Апостол та Іван Сулима, зневірившись після загибелі Батурина в успіхові справи, перейшли на царський бік, то генеральний суддя перебував в оточенні гетьмана до тієї хвилини, коли опір уже не мав ніякого сенсу.
За свідченням на допиті 16 березня 1709 Василя Микифорова, Чуйкевич з К. Мокрієвським за кілька днів до цього привезли на Запорозьку Січ «прелесныя письма», в яких повідомлялося, що цар «хочет весь народ малороссийский за Волгу реку загнать и ныне де московское войско будучи в здешних краях чинят разорение». Саме цей приїзд істотно вплинув на позицію запорожців і «оной де полковник Нестулей и все запорожское войско как конница, так и пехота превратилась на изменничью сторону».
Після Полтавського бою Василь Чуйкевич разом з багатьма старшинами здався переможцям. На допиті він виправдовувався тим, що Іван Мазепа наказав за ним наглядати і «имел на него Чуйкевича всегда суспицыю за сватов его покойного Кочубея и за миргородского полковника, о чем часто и словами ему напоминал и бунтовщиком против себя называл». І хоч останнє міг підтвердити Данило Апостол, активна участь генерального судді у збройному протистоянні проти Московії все ж не лишилась непоміченою. Чуйкевича не амністували. Разом з іншими мазепинцями він потрапив до Сибіру, де постригся в ченці. У монастир пішла і його дружина.